# Ado Kyrou
Ado Kyrou, nom d'artiste d'Adonis A. Kyrou, est un écrivain de cinéma et un réalisateur français d'origine grecque, né le 18 octobre 1923 à Athènes (Grèce) et mort le 4 novembre 1985 à Paris. Il est le petit-fils d'Adonis Kyrou, propriétaire du quotidien national grec Estía.

## Biographie
Ado Kyrou étudie le droit à Athènes, avant de s'engager activement dans la résistance grecque. Lors de la guerre civile, il est blessé et quitte alors la Grèce pour s'installer à Paris en 1946 en tant que réfugié politique et faire des études de lettres à la Sorbonne. Il fait la connaissance d'André Breton, fréquente le groupe surréaliste et collabore à la revue Le Surréalisme même. En 1950, il crée avec Robert Benayoun, Gérard Legrand et Georges Goldfayn, la revue L'Âge du cinéma, puis écrit, à partir de 1952, dans la revue de cinéma Positif.
Écrivain de cinéma, auteur notamment du Surréalisme au cinéma (1953) et d'Amour-érotisme et cinéma (1958), Ado Kyrou réalise à partir de 1957 plusieurs courts métrages, avant de tourner deux longs métrages, Bloko en 1965 et Le Moine en 1972.

## Publications
- Le Surréalisme au cinéma, Arcanes, Paris, 1953 (réédition Ramsay, 1985 / 2005 avec une préface de son fils Ariel Kyrou).
- Amour-érotisme et cinéma, Éric Losfeld, Paris, 1958 (BNF 32331422)
- Manuel du parfait petit spectateur, dessins de Siné, Le Terrain Vague, Paris, 1959
- Luis Buñuel, Seghers, Paris, 1962
- Un honnête homme, Le Terrain Vague, Paris, 1964
- Revue Positif N° 61-62-63, juin-août 1964:  Numéro spécial érotisme. Contributions : Ado Kyrou, Nelly Kaplan, G. Legrand, R. Borde
- L'Âge d'or de la carte postale, Balland, Paris, 1966
- Immalie et l'homme en noir, Éric Losfeld, Paris, 1971

## Filmographie
Courts métrages
- 1957 : La Déroute
- 1958 : Porte océane
- 1958 : Le Palais idéal, sur le Palais idéal de Ferdinand Cheval
- 1959 : Le Havre
- 1959 : Parfois le dimanche (coréalisateur : Raoul Sangla)
- 1960 : La Chevelure
- 1962 : Combat de coqs, de Louis Seguin (superviseur de la réalisation)
- 1962 : Une mauvaise nuit, de Louis Seguin (superviseur de la réalisation)
- 1962 : Le Temps des assassins
- 1962 : La Paix et la Vie
- 1963 : Les Immortelles
- 1964 : Un honnête homme

Longs métrages
- 1965 : Bloko
- 1972 : Le Moine

Séries pour la télévision
- 1969 : Allô police, épisode Au diable la malice
- 1969 : Sial IV, feuilleton suisse de science-fiction[4], avec Henri Gilabert, Marcel Dalio, Claude Cerval
- 1971 : Face aux Lancaster, série télévisée